# Pfeffer (Familienname)
Pfeffer (auch Pheffer) ist ein deutschsprachiger Familienname.

## Herkunft und Bedeutung
Der Familienname Pfeffer ist ein indirekter Berufsname, d. h. der Nachname Pfeffer bezieht sich auf die Ware, mit der der Namensträger gehandelt hat. Den Familiennamen Pfeffer, Peffer, Pfefferkorn oder Pefferkorn haben also Gewürzhändler getragen. Die Namensvariante Peffer stammt aus Dialektgebieten, in denen die althochdeutsche Lautverschiebung von /p/ nach /pf/ nicht stattgefunden hat (sog. westmitteldeutsche Form).

## Varianten
- Peffer
- Pfefferkorn, Pefferkorn

## Namensträger

### A
- Anna Pfeffer (* 1945), ungarische Kanutin
- Anna Margareta Pfeffer (1679–1746), deutsche Dichterin
- Anton Pfeffer (* 1965), österreichischer Fußballspieler

### C
- Camilla Pfeffer (* 1993), deutsche Rhythmische Sportgymnastin
- Charlotte Pfeffer (1881–1970), deutsche Rhythmikerin

### D
- David Pfeffer (* 1982), deutscher Sänger

### E
- Erich Pfeffer (* 1958), deutscher General
- Ernst Pfeffer (1939–2017), deutscher Agrarwissenschaftler
- Ernst Heinrich Pfeffer (1817–1885), deutscher Gutsbesitzer, MdL Kurhessen
- Erwin Pfeffer (1914–1971), deutscher Politiker des Gesamtdeutschen Blocks

### F
- Florian Pfeffer (* 1970), deutscher Grafikdesigner und Hochschullehrer
- Franz Pfeffer (Historiker) (1901–1966), österreichischer Historiker, Kulturarbeiter und Journalist
- Franz Pfeffer (Diplomat) (1926–2022), deutscher Diplomat
- Franz Pfeffer von Salomon (1888–1968), deutscher Offizier und Politiker (NSDAP)
- Friedrich Pfeffer (1888–1946), deutscher Jurist, Verwaltungsbeamter und Politiker (DVP)
- Fritz Pfeffer (1889–1944), deutscher Zahnarzt und Opfer des Nationalsozialismus

### G
- Georg Pfeffer (Zoologe) (1854–1931), deutscher Zoologe
- Georg Pfeffer (Ethnologe) (1943–2020), deutscher Ethnologe
- Georg Wilhelm Pfeffer (1812–1870), deutscher Offizier
- Gerhard Pfeffer (* 1944), deutscher Kommunikationsmanager und Journalist
- Günther Pfeffer (1914–1966), deutscher U-Boot-Kommandant
- Gulla Pfeffer (1897–1967), deutsche Ethnologin

### H
- Hans Pfeffer-Schrage (* 1957), deutscher Jurist und Richter
- Harald Pfeffer (1936–2020), deutscher Skispringer
- Heinrich Pfeffer (* 1952), deutscher Architekt, 1999–2001 Präsident des Bundesverbandes BDA
- Herbert Pfeffer (* 1927), deutscher Leichtathlet

### I
- Ilse Pfeffer (* 1955), österreichische Politikerin (SPÖ)

### J
- Jeffrey Pfeffer (* 1946), US-amerikanischer Wirtschaftswissenschaftler
- Johann Pfeffer (Theologe) (um 1415–1493), deutscher Priester, Theologe und Hochschullehrer
- Johann Pfeffer (Bildhauer) († nach 1676), deutscher Bildhauer
- Johann David Pfeffer (1769–1842), deutscher Spielmann
- Josef Pfeffer (1912–1945), österreichischer Angestellter und Widerstandskämpfer
- Joseph Pfeffer (1879–1960), deutscher Politiker, Bürgermeister von Lörrach
- Jürgen Pfeffer (* 1976), Informatiker und Hochschullehrer

### K
- Kamilla Pfeffer (* 1982), deutsche Dokumentarfilmerin
- Karl Pfeffer (1903–1975), österreichischer Politiker (SPÖ)
- Karl Pfeffer-Wildenbruch (1888–1971), deutscher General und SS-Obergruppenführer
- Karl Heinz Pfeffer (1906–1971), deutscher Soziologe und Volkskundler
- Karl-Heinz Pfeffer (Mediziner) (1912–1975), deutscher Internist
- Karl-Heinz Pfeffer (* 1939), deutscher Geograph
- Katharina Pfeffer (* 1951), österreichische Politikerin (SPÖ)
- Klaus Pfeffer (Architekt) (* 1931), deutscher Architekt
- Klaus Pfeffer (Geistlicher) (* 1963), deutscher Geistlicher
- Klaus Dieter Pfeffer (* 1962), deutscher Mediziner und Hochschullehrer

### L
- Leo Pfeffer (1910–1993), US-amerikanischer Rechtsanwalt
- Leopold Christian Pfeffer (1910–2004), österreichischer Maler

### M
- Magnus Pfeffer (* 1974), deutscher Bibliothekswissenschaftler und Informatiker
- Martin Pfeffer (* 1962), deutscher Tiermediziner, Epidemiologe und Hochschullehrer
- Max Pfeffer (1883–1955), deutscher General der Artillerie
- Max Pfeffer (Verleger) (1884–1964), austroamerikanischer Verleger und Literaturagent
- Mette Pfeffer (* 2005), deutsche Volleyballspielerin

### N
- Nicolai Pfeffer (* 1985), deutscher Klarinettist und Hochschullehrer
- Nora Pfeffer (1919–2012), russlanddeutsche Schriftstellerin

### O
- Ori Pfeffer (* 1975), australisch-israelischer Schauspieler
- Otto Pfeffer (1888–1964), deutscher Verleger

### P
- Paul Pfeffer (1651–1736), deutscher Jurist, Politiker und Liederdichter
- Peter Pfeffer (* 1969), deutscher Ingenieur und Hochschullehrer

### R
- Robert Pfeffer (Bildhauer) (1885–1953), österreichischer Bildhauer, Erzgießer und Medailleur
- Robert Pfeffer (1941–1979), deutscher Journalist
- Rudolf Pfeffer (1864–1940), österreichischer Feldmarschalleutnant

### S
- Sascha Pfeffer (Eishockeyspieler) (* 1978), deutscher Eishockey- und Inline-Skaterhockeyspieler
- Sascha Pfeffer (Fußballspieler) (* 1986), deutscher Fußballspieler
- Sebastian Pfeffer (* 1937), deutscher Bildhauer und Lüftlmaler
- Susan Beth Pfeffer (1948–2025), US-amerikanische Autorin
- Susanne Pfeffer (* 1973), deutsche Kunsthistorikerin und Kuratorin

### T
- Thomas Pfeffer (Sportschütze) (* 1957), deutscher Sportschütze
- Thomas Pfeffer (Eishockeyspieler) (* 1980), österreichischer Eishockeyspieler

### W
- Werner Pfeffer (* 1951), österreichischer Installationskünstler und Eventmanager
- Wilhelm Pfeffer (1845–1920), deutscher Botaniker und Pflanzenphysiologe
- Wilhelm Pfeffer (Pädagoge) (1937–1987), deutscher Theologe und Pädagoge

### Z
- Zach Pfeffer (* 1995), US-amerikanischer Fußballspieler